# Филлипсон, Бриджет
Бриджет Мэйв Филлипсон (англ. Bridget Maeve Phillipson; род. 19 декабря 1983, Гейтсхед, Тайн-энд-Уир) — британский политик, член Лейбористской партии, министр образования Великобритании с 5 июля 2024 года, теневой министр образования (с 2021 по 2024 год).

## Биография
Присоеднилась к лейбористам в 15-летнем возрасте. В 2005 году окончила Хартфорд-колледж Оксфордского университета, где изучала новейшую историю. Завершив обучение, вернулась на родину и два года работала в местном самоуправлении. В 2007—2010 годах являлась сотрудницей в благотворительной организации Wearside Women in Need, которая была основана её матерью Клер Филлипсон для оказания помощи женщинам, страдающим от домашнего насилия.
В 2010 году избрана в Палату общин Великобритании от округа Хафтон и Южный Сандерлэнд.
6 апреля 2020 года при формировании теневого правительства Кира Стармера назначена теневым главным секретарём Казначейства.
29 ноября 2021 года перемещена на должность теневого министра образования.
5 июля 2024 года получила портфель министра образования в лейбористском правительстве Стармера, сформированном после поражения консерваторов на парламентских выборах.